# UDraw

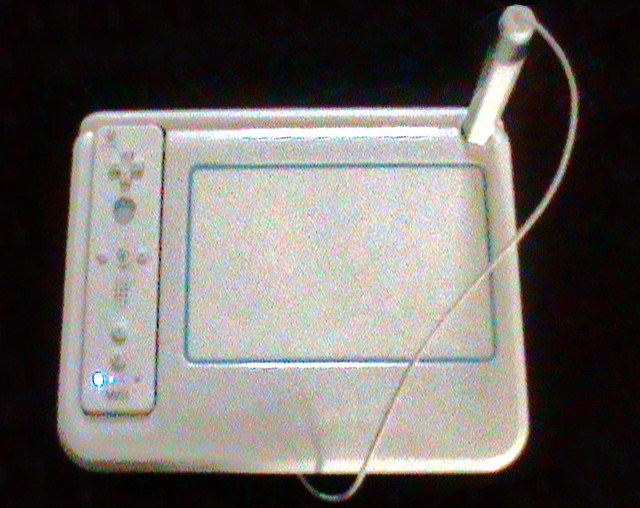
uDraw GameTablet mit einem angeschlossenen Wii-Remote-Controller.

Das uDraw GameTablet ist ein vom US-amerikanischen Spielepublisher THQ entwickeltes Zeichentablett für die Spielkonsolen Wii, Xbox 360 und PlayStation 3. Nach anfänglichem Erfolg erwies sich das Produkt für den Hersteller als finanzieller Fehlschlag, der das Unternehmen schließlich in die Insolvenz trieb.

## Beschreibung
Mit Hilfe eines druckempfindlichen Touchpens können auf der etwa 15 mal 10 cm großen Zeichenfläche Eingaben vorgenommen werden. Diese werden je nach geladener Anwendung als Zeichenbefehle oder Steuerungsimpulse ausgegeben. Mit dem uDraw GameTablet können darüber hinaus Spiele auch über Neigungs- und Bewegungssensoren gesteuert werden. Diese sind im GameTablet integriert bzw. bei der Version für die Wii-Konsole in der Wii-Fernbedienung vorhanden, die dort außerdem auch für die Stromversorgung des GameTablet benötigt wird.
Zusammen mit der Hardware wurde die Zeichensoftware uDraw Studio ausgeliefert, die über verschiedene Werkzeuge, Stempelbibliotheken, Bildvorlagen, Mal-Oberflächen und Funktionen verfügt. Erstellte Bilder können über eine SD-Speicherkarte exportiert werden, um die Zeichnungen auf einen PC zu übertragen und bspw. an Freunde weiterzuleiten oder auszudrucken.

## Veröffentlichung und Absatz
Erstmals der Öffentlichkeit vorgestellt wurde das uDraw GameTablet auf der Gamescom 2010. Die Erstveröffentlichung erfolgte am 15. November 2010 in den USA und Kanada. In Europa ist es seit dem 4. März 2011 im Handel. Bis zum Ende von THQs Geschäftsjahr 2011, endend im März 2011, konnten 1,7 Millionen Exemplare für die Wii abgesetzt werden. THQ kündigte daher eine Portierung der uDraw auch auf die Konkurrenzkonsolen PlayStation 3 und Xbox 360 an. Mit dem Abschlussbericht des Geschäftsjahres 2012 im März 2012 musste THQ jedoch einen deutlichen Absatzeinbruch im Bereich uDraw-Hardware und -Software bestätigen, die zu Mindereinnahmen von etwa 100 Millionen US-Dollar und einem Lagerüberschuss von 1,4 Millionen Einheiten führten. Insgesamt belief sich der dadurch entstandene operative Verlust des Unternehmens für das Geschäftsjahr 2012 nach Eigenangaben auf 30 Millionen US-Dollar. Aufgrund damit einhergehender finanzieller Schwierigkeiten des Publishers wurde die Softwareentwicklung für das Gerät mit sofortiger Wirkung eingestellt und die Veräußerung der verbliebenen Einheiten durch Sonderaktionen angekündigt.

## Spiele mit uDraw-Unterstützung
Folgende Wii-Spiele setzen das Vorhandensein eines uDraw GameTablet voraus und unterstützen es:
| Titel                                                 | Entwickler                  | Publisher | Veröffentlichung Nordamerika | Veröffentlichung Europa | Veröffentlichung Australien |
| ----------------------------------------------------- | --------------------------- | --------- | ---------------------------- | ----------------------- | --------------------------- |
| uDraw Studio                                          | Pipeworks Software          | THQ       | 14. Nov. 2010                | 4. März 2011            | 24. Feb. 2011               |
| Pictionary                                            | Page 44 Studios             | THQ       | 14. Nov. 2010                | 4. März 2011            | 24. Feb. 2011               |
| Dood's Big Adventure                                  | THQ Digital Studios Phoenix | THQ       | 14. Nov. 2010                | 4. März 2011            | 24. Feb. 2011               |
| SpongeBob SquigglePants                               | WayForward Technologies     | THQ       | 12. Apr. 2011                | 15. Apr. 2011           | 14. Apr. 2011               |
| Kung Fu Panda 2                                       | Griptonite Games            | THQ       | 24. Mai 2011                 | 10. Juni 2011           | 16. Juni 2011               |
| Die Pinguine aus Madagascar: Dr. Seltsam kehrt zurück | Griptonite Games            | THQ       | 6. Sep. 2011                 | 16. Sep. 2011           | n. v.                       |
| Disney Princess: Enchanting Storybooks                | Disney Interactive Studios  | THQ       | 1. Nov. 2011                 | 18. Nov. 2011           | 17. Nov. 2011               |
| Marvel Super Hero Squad: Comic Combat                 | Griptonite Games            | THQ       | 15. Nov. 2011                | 18. Nov. 2011           | 17. Nov. 2011               |
| Pictionary Ultimate Edition                           | Page 44 Studios             | THQ       | 15. Nov. 2011                | 18. Nov. 2011           | 17. Nov. 2011               |
| uDraw Studio: Instant Artist                          | THQ                         | THQ       | 15. Nov. 2011                | 18. Nov. 2011           | 17. Nov. 2011               |
| Disney Animator                                       | Disney Interactive Studios  | THQ       | n. v. (eingestellt)          | n. v.                   | n. v.                       |